# Блаубойренское аббатство
Блаубойренское аббатство (нем. Reichsabtei Blaubeuren) — бывший бенедиктинский монастырь в Швабии, на территории посёлка Блаубойрен (Вюртемберг); был основан тюбингенским пфальцграфом Хуго I около 1085 года и в первые десятилетия своего существования был наделён обширными земельными владениями. После Реформации, в 1535 году, стал протестантской семинарией. Сегодня здесь расположен музей с представительным собранием искусства Средних веков.
Монастырь был основан около 1085 года — к тому моменту в данной местности уже существовала церковь Иоанна Крестителя; основателями будущего аббатства выступили Ансельм из Нагольдгау, пфальцграф Хуго I Тюбингенский и Сигибот фон Рук. Первоначально новый монастырь был заселён монахами из аббатства Хирзау, откуда прибыл и первый настоятель — аббат Азелин. В первые десятилетия своего существования монастырь был наделён обширными владениями и, вероятно, переживал расцвет: хотя и не был заметен строительством выдающихся зданий или участием в церковных дискуссиях того времени. В XII веке было начато строительство романского здания для новой монастырской церкви, завершившееся в 1124 году.
В XIV и XV веках в монастыре наблюдался некоторый упадок — в тот период в нём произошло несколько тяжких преступлений: так в 1347 и 1407 годах его аббаты были убиты монахами. В период эпидемии чумы в Центральной Европе монастырь утратил многое из своей собственности, однако постепенно смог наверстать упущенное. В 1447 году Блаубойрен вошёл во владения графов Вюртембергских. В 1456 году его аббат, Ульрих Кундиг, вошёл в высший совет Ордена бенедиктинцев, куда впоследствии неоднократно входили выходцы из Блаубойрена. Преемником Кундига стал аббат Генрих III Фабри, принимавший участие в создании Тюбингенского университета и при руководстве которого в монастырском комплексе была проведена значительная реконструкция. В 1493 году строительство хора в монастырской церкви завершилось освящением главного алтаря; новое здание было достроено к 1510 году, уже после смерти Генриха III.

Интерьер монастырской церкви

В ходе Реформации, в 1534 году, монастырь в Блаубойрене был реорганизован герцогом Ульрихом Вюртембергским, который затем секуляризовал его. Многие монахи были изгнаны и смогли вернуться в стены аббатства только после заключения религиозного мира в 1555 году. Год спустя, в 1556, монастырские здания стали резиденцией для протестантской школы-семинарии: некоторое время католические монахи соседствовали со студентами-протестантами. В 1563 году протестант Маттеус Альбер (1495—1570) впервые возглавил аббатство. 
Сегодня монастырские постройки принадлежат Фонду протестантской семинарии и многие из них открыты для свободного посещения, включая монастырскую церковь. В церкви, имеющей пять капелл, представлен ряд значимых произведений Ульмской художественной школы и позднеготического немецкого искусства резьбы по дереву, в целом. В бывшем «доме для купания» монахов сегодня расположен музей Блаубойрена, а в бывших административных помещениях — небольшой литературный музей.